# Sacrificiul Vraciului
Sacrificiul Vraciului este a șasea carte din Cronicile Wardstone de Joseph Delaney. Prima datorie a lui Tom, ca ucenic al Vraciului, este sǎ apere Comitatul de Întuneric, dar acum mama are nevoie de ajutorul lui în țara ei natală, Grecia. Una dintre cele mai periculoase din Vechile Zeitǎți, Ordeen, se pregǎtește să se întoarca acolo, aducând cu ea mǎcel și pustiire. Dar și Diavolul este liber în lume, și dacǎ își unește forțele cu Ordeen, asupra Pamântului se va pogorî o nouǎ era a Întunericului.

## Rezumat
După ce a fost atacat în mijlocul nopții de o asasină menadă (slujitoare a lui Ordeen, o Veche Zeitate), Tom se întoarce la fermă unde este rugat de mama lui să vină cu ea înapoi în Grecia pentru a o înfrunta pe Ordeen. Ordeen se deosebește de ceilalți zei prin faptul că poate pătrunde în această lume fără intervenția omului. Anterior, când mai venise în această lume, puterea ei a fost ținută în frâu de preoți care au construit mănăstiri pe țărmurile stâncoase din Meteorou. Însă acum, că Cel Rău se află liber în lume, Întunericul este mult mai puternic. Tot mai multe vengire (lamii zburătoare) se alătură alaiului ei, pentru a-i omorî pe călugării lipsiți de apărare. Dacă Ordeen va urma să apară, va fi liberă să meargă oriunde dorește, iar luând în considerare spusele mamei lui Tom, ea va vrea să vină în Comitat pentru a-i omorî pe copiii celei mai mari dușmane ale ei: însăși mama lui Tom.
Vraciul îi interzice lui Tom să se alieze cu vrăjitoarele din Pendle, dar acesta alege să-și ajute mama și pornește cu ea spre coastă în timp ce Vraciul se întoarce furios la Chipenden. În tabără va vorbi cu Grimalkin și se va întâlni cu Mab Mouldheel și surorile ei, Beth și Jennet. După ce încearcă să folosească farmecul pe el (fără succes) îl anunță că a avut o viziune în care Alice era omorâtă de o lamia. Tom o ignoră și pleacă. Când o găsește pe Grimalkin, aceasta îi amintește de promisiunea făcută în Greșeala Vraciului. Tradiția impunea ca fiul unei vrăjitoare să devină bărbat în Noaptea Walpurgiei de după cea de-a paisprezecea aniversare și Grimalkin îl rugase s-o viziteze, dar Vraciul îi interzisese. Ea îi va dărui Dorința Întunecată și un cuțit special făcut pentru a răni slujitorii Întunericului.
Tom și Alice se întorc la Chipenden, fiindu-le imposibil să se despartă din cauza urciorului de sânge. Tom plănuiește să se întoarcă la Turnul Malkin pentru a recupera cuferele mamei sale din posesia surorilor ei lamia.

## Personaje
- Tom
- Alice
- Vraciul
- Mama
- Grimalkin
- Bill Arkwright
- Mab
- Diavolul